# Projets non réalisés d'Alfred Hitchcock

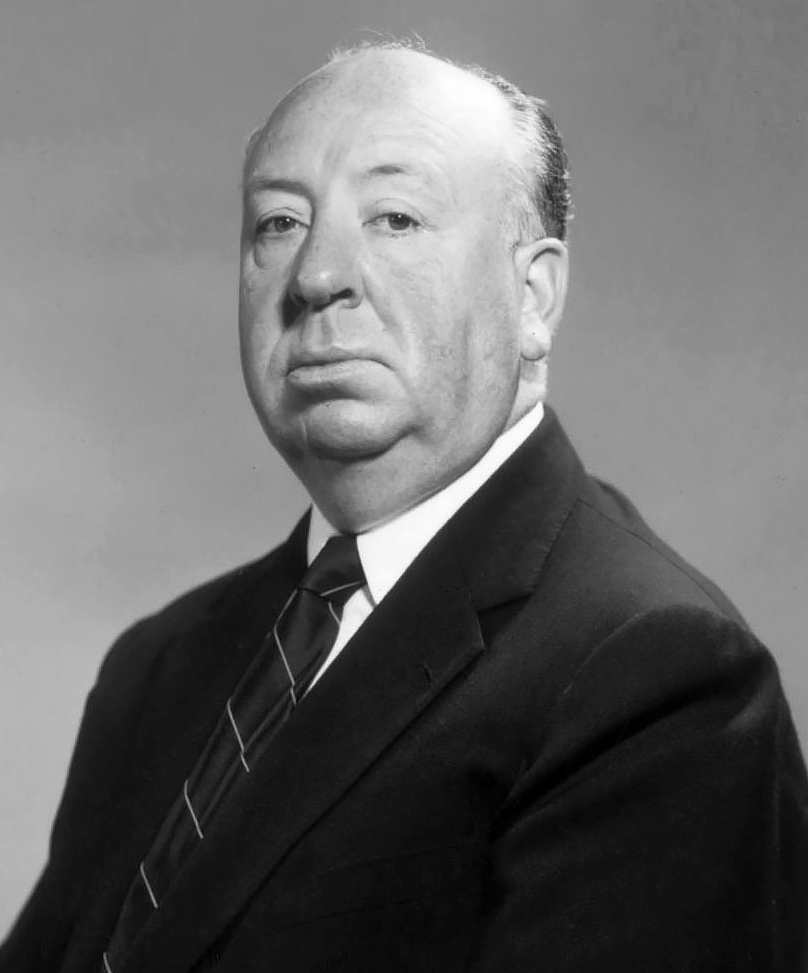
Alfred Hitchcock

Voici une liste partielle des projets non produits par Alfred Hitchcock, classés par ordre chronologique. Au cours d'une carrière qui s'est étendue sur plus d'un demi-siècle, Alfred Hitchcock a réalisé plus de cinquante films, et a travaillé sur un certain nombre d'autres qui n'ont jamais dépassé le stade de la préproduction.

## Life of a CityouLondon(fin des années 1920)
Alfred Hitchcock rêve de réaliser un film de 24 heures, entre documentaire et fiction, sur la vie d'une grande ville, inspiré du documentaire Berlin, symphonie d'une grande ville  de Walter Ruttmann (1927). Finalement il rennonce, faute d'avoir trouvé une intrigue pour un tel projet.

## Number Thirteen(1922)
Ce devait être les débuts d'Hitchcock en tant que réalisateur, après avoir travaillé au département artistique sur douze films auparavant, mais des problèmes budgétaires ont annulé la production après le tournage de quelques scènes seulement. Les archives du studio indiquent que le titre du film devait être Mrs. Peabody.

## Forbidden Territory(1933-1934)
L'auteur britannique de thrillers Dennis Wheatley avait été invité sur le plateau de tournage de plusieurs des premiers films d'Hitchcock, et lorsque The Forbidden Territory fut publié en janvier 1933, il en offrit un exemplaire au réalisateur. Hitchcock a tellement apprécié le livre qu'il a voulu en faire un film, mais il était sur le point de passer aux studios Gaumont-British pour travailler avec Michael Balcon ; il a demandé à Wheatley de conserver les droits jusqu'à ce qu'il puisse persuader son nouvel employeur de les acheter. Le moment venu, cependant, Balcon n'est pas intéressé et insiste pour que Hitchcock réalise la comédie musicale Le Chant du Danube. Hitchcock s'adresse alors à Richard Wainwright, un producteur distingué qui avait été à la tête de UFA films en Allemagne, et qui s'était récemment installé en Grande-Bretagne. Wainwright, désireux de trouver un sujet prometteur pour son premier film britannique, achète immédiatement les droits. Bien qu'il ait été convenu verbalement qu'Hitchcock serait le réalisateur, Balcon refuse de le libérer et commence la production de L'homme qui en savait trop. Wainwright, qui s'était engagé à fournir un studio, des techniciens et des acteurs, n'a pas d'autre choix que de continuer sans lui, et confie le film au réalisateur américain Phil Rosen. En 1936, à l'instigation d'Hitchcock, Wheatley écrit un scénario intitulé The Bombing of London, mais le projet controversé ne trouve pas de commanditaire et est mis de côté.

## Greenmantle(1939-1942)
Hitchcock voulait absolument réaliser une suite aux 39 marches, et il pensait que Greenmantle de John Buchan était un livre supérieur. Il propose que le film mette en vedette Cary Grant et Ingrid Bergman, mais les droits de la succession Buchan s'avèrent trop chers.

## ProjetTitanicsans nom (1939)
Dans une interview accordée à un journal cinématographique britannique juste avant son départ pour Hollywood, Hitchcock a fait remarquer qu'il espérait réaliser un film sur la perte tragique du Titanic, car le drame inhérent au naufrage du paquebot le séduisait. En effet, ce film devait être la première production du nouveau contrat d'Hitchcock avec David O. Selznick, qui souhaitait depuis longtemps réaliser un récit somptueux de l'événement. Plusieurs problèmes compliquent la genèse du film, notamment des conflits d'ordre juridique, des objections de l'industrie maritime britannique et des projets concurrents d'autres producteurs. Hitchcock et Selznick ont fini par être désenchantés par le projet et ont réalisé Rebecca à la place.

## Escape(1940)
Hitchcock voulait désespérément diriger Norma Shearer, Robert Taylor et Conrad Veidt dans l'un des premiers drames de la Seconde Guerre mondiale, Escape. Hitchcock, qui admire depuis longtemps le jeu de Shearer, cherche depuis des années à lui trouver un projet qui lui convienne. Cependant, Hitchcock est écarté du projet lorsque le roman Escape d'Ethel Vance est acheté par la Metro-Goldwyn-Mayer. Hitchcock savait qu'il ne pourrait jamais travailler pour le célèbre directeur de studio de la MGM, Louis B. Mayer, qui choisit Mervyn LeRoy pour produire et réaliser le film, dont la vedette était effectivement Shearer et qui sortit fin 1940. Des années plus tard, Hitchcock a fait une déclaration sur le manque de vraies premières dames à Hollywood en disant : « Où sont les Norma Shearer ? »

## Documentaire nazi non réalisé (1945)
En 1945, Hitchcock est appelé à superviser la réalisation d'un film documentaire sur les crimes nazis et les camps de concentration nazis. À l'origine, le film devait comprendre des séquences produites par des unités cinématographiques militaires du Royaume-Uni, des États-Unis, de la France et de l'Union soviétique. En raison de l'évolution de la guerre froide, le segment soviétique a été retiré et le film est resté inachevé, certaines séquences étant conservées dans la collection de l'Imperial War Museum.
Toutefois, une reconstitution du film a été diffusée sous le titre Memory of the Camps en 1984-1985 au Royaume-Uni et aux États-Unis. La version américaine a été diffusée sur la série Frontline de PBS le 7 mai 1985. En octobre 2014, un nouveau documentaire sur le film inachevé, Night Will Fall, a été présenté en première au BFI London Film Festival.

## Hamlet(fin des années 1940)
À la fin des années 1940, Hitchcock avait l'intention de réaliser une version modernisée de l'histoire de Shakespeare. La vision shakespearienne d'Hitchcock était celle d'un « mélodrame psychologique » (situé dans l'Angleterre contemporaine, avec Cary Grant dans le rôle-titre). Le projet a été abandonné lorsque le studio d'Hitchcock a eu vent d'un procès potentiel intenté par un professeur qui avait déjà écrit une version moderne d'Hamlet.

## The Bamble Bush(1951-1953)
The Bramble Bush aurait été l'adaptation d'un roman de 1948 de David Duncan sur un agitateur communiste mécontent qui, fuyant la police, est obligé d'adopter l'identité d'un suspect de meurtre. L'histoire aurait été adaptée pour se dérouler au Mexique et à San Francisco.
Le projet, qui devait à l'origine suivre La Loi du silence (1953) en tant que production de Transatlantic Pictures et sortir chez Warner Bros. disposait d'un budget élevé, ce qui en faisait un projet difficile. Hitchcock n'avait pas l'impression qu'un des scénarios élevait le film au-delà d'une banale histoire de poursuite, et Warner Bros. lui a permis de tuer le projet et de passer à Le crime était presque parfait (1954).
Le thème du héros assumant une nouvelle identité dangereuse deviendra le noyau du scénario de La Mort aux trousses (1959). Le film de Michelangelo Antonioni Profession : reporter (1975) raconte une histoire similaire, mais n'est pas basé sur le livre de Duncan. Le film de 1960 Le Buisson ardent, avec Richard Burton et Barbara Rush, et sorti chez Warner Bros. était basé sur un roman de Charles Mergendahl et n'avait aucun rapport avec le livre de Duncan.

## Flamingo Feather(1956)
Il s'agissait d'une adaptation à gros budget du roman de Laurens van der Post sur les intrigues politiques en Afrique australe. James Stewart devait tenir le rôle principal d'un aventurier qui découvre un camp de concentration pour agents communistes ; Hitchcock voulait que Grace Kelly joue le rôle de l'amoureuse.
Après un voyage de recherche décevant en Afrique du Sud, au cours duquel il conclut qu'il aurait des difficultés à filmer, surtout avec un budget limité, et en raison de la confusion qui règne autour de la politique de l'histoire et de l'impossibilité d'engager Kelly, Hitchcock reporte le projet et confie à Stewart le rôle de L'homme qui en savait trop (1956). Hitchcock se rend à Livingstone, près des chutes Victoria, et est l'invité de Harry Sossen, l'un des principaux habitants de cette ville pionnière. Hitchcock et Sossen sont photographiés ensemble à l'aéroport de Livingstone, récemment inauguré, et l'événement est relaté dans les journaux locaux. Sossen était également en contact avec Laurens van der Post qui lui a offert un exemplaire dédicacé du livre Flamingo Feather lors d'une visite aux chutes (il séjournait à l'hôtel Victoria Falls). La fille de Sossen, Marion, est aujourd'hui en possession du livre et d'un certain nombre de lettres entre son père et van der Post.

## No Bail for the Judge(1958-1961)
No Bail for the Judge devait être l'adaptation d'un roman à suspense du même titre écrit par Henry Cecil sur une avocate londonienne qui, avec l'aide d'un gentleman voleur, doit défendre son père, un juge de la Haute Cour, lorsqu'il est accusé du meurtre d'une prostituée. Pour changer de ses habituelles actrices blondes, Audrey Hepburn aurait joué le rôle de l'avocate, Laurence Harvey celui du voleur, et John Williams celui du père du personnage de Hepburn. Certaines sources, dont l'auteur de Writing with Hitchcock, Steven DeRosa, affirment que l'intérêt d'Hitchcock pour le roman a commencé au cours de l'été 1954, pendant le tournage de La Main au collet, et que Hitchcock espérait que John Michael Hayes écrive le scénario. Hepburn était une admiratrice de l'œuvre d'Hitchcock et souhaitait depuis longtemps apparaître dans l'un de ses films.
Samuel A. Taylor, scénariste pour Sueurs froides et L'Étau, écrit le scénario après qu'Ernest Lehman l'ait rejeté. Le scénario de Taylor comprenait une scène, absente du roman original, où l'héroïne se déguise en prostituée et doit repousser un violeur. Hepburn a quitté le film, en partie à cause de la scène de quasi-viol, mais surtout en raison d'une grossesse. (Hepburn a fait une fausse couche pendant le tournage du film Le Vent de la plaine en 1960, puis a donné naissance à son fils Sean Ferrer en juillet 1960). Laurence Harvey finit néanmoins par travailler avec Hitchcock en 1959, sur un épisode qu'Hitchcock a réalisé d'Alfred Hitchcock présente.
Sans Hepburn, le projet n'a pas le même attrait pour Hitchcock. Des changements dans la loi britannique concernant la prostitution et le piégeage - changements qui ont eu lieu après la publication du roman - ont rendu certains aspects du scénario peu crédibles. Hitchcock déclare à la Paramount Pictures qu'il vaut mieux amortir les 200 000 dollars déjà dépensés pour le développement du film que de dépenser 3 millions de dollars supplémentaires pour un film dont il ne se soucie plus. À l'automne 1959, une brochure publicitaire de la Paramount intitulée « Success in the Sixties ! » présentait No Bail for the Judge comme un prochain long métrage avec Hepburn, qui serait tourné en Technicolor et VistaVision.

## The Wreck of the Mary Deare(1959)
La Metro-Goldwyn-Mayer a pris une option sur le roman de Hammond Innes dans l'intention de le faire réaliser par Hitchcock, avec Gary Cooper et Burt Lancaster. Hitchcock souhaitait depuis longtemps travailler avec Cooper, à qui l'on avait demandé de jouer dans Correspondant 17 en 1940, et Lancaster, qui avait été invité à jouer dans Les Amants du Capricorne en 1948. Après avoir développé le scénario avec Ernest Lehman pendant plusieurs semaines, ils ont conclu qu'il était impossible de le faire sans transformer le film en « un drame judiciaire ennuyeux ».
Hitchcock et Lehman se sont présentés devant les dirigeants de MGM pour raconter l'histoire de La Mort aux trousses, et ont déclaré que la MGM obtiendrait deux films de Hitchcock dans le cadre de son contrat avec la MGM. Cependant, Hitchcock finit par abandonner l'idée de The Wreck of the Mary Deare (que la MGM réalisera avec Cooper et le réalisateur Michael Anderson) et se lance dans La Mort aux trousses.

## The Blind Man(1960)
Après Psychose, Hitchcock retrouve Ernest Lehman pour une idée de scénario originale : Un pianiste aveugle, Jimmy Shearing (un rôle pour James Stewart), retrouve la vue après avoir reçu les yeux d'un mort. En regardant un spectacle de Far West à Disneyland avec sa famille, Shearing aurait des visions d'être abattu et se rendrait compte que le mort a en fait été assassiné et que l'image du meurtrier est toujours imprimée sur la rétine de ses yeux. L'histoire se termine par une poursuite autour du paquebot Queen Mary. Walt Disney aurait interdit à Hitchcock de tourner à Disneyland après avoir vu Psychose. Stewart a quitté le projet, Lehman s'est disputé avec Hitchcock, et le scénario n'a jamais été tourné.
Le scénario inachevé de Lehman a ensuite été complété sous la forme d'un drame radiophonique par Mark Gatiss et présenté sur BBC Radio 4 en 2015.

## Village of Stars(1962)
Après l'annulation du projet The Blind Man, Hitchcock a acheté les droits du roman Village of Stars (1960) de David Beaty. Le livre raconte l'histoire de l'équipage d'un bombardier V de la Royal Air Force qui a reçu l'ordre de larguer une bombe nucléaire, avant que cet ordre ne soit annulé. Malheureusement, la bombe résiste aux tentatives de désamorçage et l'avion ne peut rester en vol que pendant un temps limité.

## Trap for a Solitary Man(1963)
Trap for a Solitary Man devait être réalisé par Hitchcock en écran large pour la 20th Century-Fox,. L'histoire, basée sur la pièce française Piège pour un Homme seul de Robert Thomas, suit un jeune couple marié en vacances dans les Alpes. La femme disparaît et, après une longue recherche, la police ramène une personne qu'elle prétend être elle ; elle dit même être la femme de l'homme, mais celui-ci ne l'a jamais vue auparavant. La pièce a ensuite été adaptée trois fois en téléfilms : Honeymoon With a Stranger (ABC, 1969), One of My Wives Is Missing (ABC, 1976) et Vanishing Act (CBS, 1986) Elle avait déjà été largement adaptée (sans attribution) en 1958 dans le long métrage de la British International Pictures, Chase a Crooked Shadow.

## Mary Rose(1964)
Hitchcock souhaitait depuis longtemps adapter au cinéma la pièce de J. M. Barrie, Mary Rose, écrite en 1920. En 1964, après avoir travaillé ensemble sur Pas de printemps pour Marnie, Hitchcock demande à Jay Presson Allen d'adapter la pièce en scénario. Hitchcock déclarera plus tard à des interviewers que son contrat avec Universal Pictures lui permettait de faire n'importe quel film, à condition que le budget soit inférieur à 3 millions de dollars et qu'il ne s'agisse pas de Mary Rose. Que cela soit vrai ou non, Lew Wasserman n'était pas très chaud pour le projet, mais Hitchcock n'a jamais perdu l'espoir de le tourner un jour.

## The Three Hostages(1964)
En 1964, Hitchcock relit un autre roman de John Buchan, The Three Hostages, dans l'intention de l'adapter. Comme pour Greenmantle un quart de siècle plus tôt, les droits sont insaisissables. Mais l'histoire est également datée, très ancrée dans les années 1930, et l'intrigue implique un méchant dont la mère aveugle hypnotise le héros. Hitchcock, dans des interviews, a déclaré qu'il pensait que la représentation de l'hypnose ne fonctionnait pas au cinéma, et que les films qui tentaient cette représentation, selon Hitchcock, tournaient mal. Le film aurait été la suite des aventures de Richard Hannay, le héros des 39 Marches.
En 1977, la BBC a diffusé une adaptation de 85 minutes de The Three Hostages avec Barry Foster, réalisée par Clive Donner.

## Frenzy(aliasKaleidoscope) (1964-1967)
Bien qu'Hitchcock ait réalisé un film intitulé Frenzy en 1972, le titre de ce film et certains points de l'intrigue provenaient d'une idée qu'il avait eue quelques années auparavant pour un préquel à L'Ombre d'un doute. Hitchcock a approché de nombreux auteurs, dont Samuel Taylor, Alec Coppel et le scénariste de Psychose, Robert Bloch, mais a finalement engagé un vieil ami, Benn Levy, pour étoffer son idée sommaire.
L'histoire (inspirée des tueurs en série anglais Neville Heath et John George Haigh) aurait tourné autour d'un jeune et beau bodybuilder qui attire des jeunes femmes vers la mort, une version du personnage connu sous le nom de « Merry Widow Murderer » dans L'Ombre d'un doute. La police de New York lui tend un piège, avec une policière se faisant passer pour une victime potentielle. Le scénario s'articulait autour de trois crescendos dictés par Hitchcock : le premier était un meurtre au bord d'une chute d'eau ; le deuxième meurtre aurait lieu sur un navire de guerre en naphtaline ; et le final, qui se déroulerait dans une raffinerie de pétrole avec des fûts aux couleurs vives.
Hitchcock a montré son scénario à son ami François Truffaut. Bien que Truffaut admire le scénario, il est gêné par le sexe et la violence incessants. Contrairement à Psychose, ces éléments ne seraient pas cachés derrière le vernis respectable du mystère du meurtre et du suspense psychologique, et le tueur serait le personnage principal, le héros, les yeux du public.
Universal a opposé son veto au film, malgré l'assurance d'Hitchcock qu'il le ferait pour moins d'un million de dollars avec un casting d'inconnus, bien que David Hemmings, Robert Redford et Michael Caine aient tous été suggérés pour les rôles principaux. Le film - également connu sous le nom de Frenzy ou de Kaleidoscope, plus « années 60 » - n'a pas été réalisé.
Des séquences d'essai de ce projet peuvent être visionnées ici et sont incluses dans les documentaires télévisés de 1999 Dial H For Hitchcock : The Genius Behind the Showman et Reputations : Alfred Hitchcock (A&E/BBC Two).

## R.R.R.R.(1965)
Hitchcock a demandé aux auteurs italiens de comédie-thriller Agenore Incrocci et Furio Scarpelli (Age-Scarpelli), auteurs du Pigeon, d'écrire un scénario autour d'une idée originale que Hitchcock avait en tête depuis la fin des années 30. Un hôtel de New York est géré par un immigrant italien qui ignore que sa famille utilise l'hôtel comme couverture pour des crimes, notamment le vol d'une pièce de monnaie de valeur à un client de l'hôtel. (R.R.R.R. est la plus grande valeur d'une pièce de monnaie).
Les scénaristes italiens ont eu du mal avec l'histoire, et n'ont pas été aidés par la barrière de la langue. Universal Pictures n'est pas emballé par l'idée et persuade Hitchcock de passer à autre chose.

## The Short Night(1976-1979)
Le dernier projet inachevé d'Hitchcock était The Short Night, une adaptation du thriller d'espionnage du même nom de Ronald Kirkbride. Un agent double britannique (librement inspiré de George Blake) s'échappe de prison et s'enfuit à Moscou via la Finlande, où l'attendent sa femme et ses enfants. Un agent américain - dont le frère a été l'une des victimes du traître - se rend en Finlande pour l'intercepter mais finit par s'éprendre de la femme. C'était la troisième tentative d'Hitchcock - après Rideau déchiré et L'Étau - de produire un « film de Bond réaliste ». Clint Eastwood et Sean Connery étaient les premiers rôles masculins possibles. Hitchcock a aussi pensé à Robert Redford et Steve McQueen. Liv Ullmann a été sollicitée pour jouer la femme de l'agent double. Catherine Deneuve est également invitée à jouer. Walter Matthau est pressenti pour le rôle du méchant. Ed Lauter est également pressenti pour incarner l'un des compagnons de prison de Matthau.
Le premier scénariste affecté au film, James Costigan, se dispute avec le réalisateur, qui demande à ce qu'il soit payé. Ernest Lehman accepte alors de travailler sur le scénario. Lehman estime que l'histoire doit se concentrer sur l'espion américain, et laisse de côté l'évasion de l'agent double. Lehman quitte aussi le film, et Hitchcock demande à son vieil ami Norman Lloyd de l'aider à écrire un long traitement. Lloyd, comme Universal, craint que la santé défaillante d'Hitchcock empêche la réalisation du film. Lorsque Hitchcock propose de passer directement au scénario, Lloyd s'y oppose, affirmant qu'ils ne sont pas préparés. Hitchcock réagit avec colère, licencie Lloyd et travaille seul sur le traitement.
Au bout d'un moment, Hitchcock admet qu'il a besoin d'un autre scénariste pour travailler avec lui, et Universal lui propose David Freeman. Freeman aide Hitchcock à compléter le traitement et écrit le scénario. Il a raconté son expérience dans un livre publié en 1999, The Last Days of Alfred Hitchcock, qui comprend le scénario terminé. Les circonstances entourant la retraite d'Hitchcock ont été données par le producteur Hilton A. Green lors du documentaire Plotting "Family Plot". Selon Green, pendant la préproduction de The Short Night, Hitchcock a rencontré Green pour lui dire que sa mauvaise santé l'empêcherait de réaliser le film qui devait être la suite de Complot de famille. Après avoir essayé de dissuader Hitchcock de prendre sa décision, Green a accepté la demande de ce dernier de faire part de sa décision au directeur du studio, Lew Wasserman, un ami de longue date d'Hitchcock.

## Sources et notes
1. 1 2  Bernard Benoliel, Gilles Esposito, Murielle Joudet et Jean-François Rauger, Hitchcock : La Totale (ISBN 9782376710752), p. 596-597
2. 1 2  (en) « Films Hitchcock Should've, Could've, and Shouldn't've Made »
3. ↑  (en) L. M. Koldau, Part I. History, Myth and Film. In The Titanic on film: Myth versus truth, McFarland & Company, 2012, p. 57-59
4. ↑  (en) « Documentary tells of abandoned Hitchcock Nazi film », 18 septembre 2014
5. ↑  (en) Dan Aulier, Hitchcock's notebooks: an authorized and illustrated look inside the creative mind of Alfred Hitchcock, 1999
6. ↑  (en) Patrick McGilligan, Alfred Hitchcock: A Life in Darkness and Light, 2002
7. ↑  (en) « The Sixties, the Thriller and the Judge »
8. ↑  (en) « Hecht-Hill-Lancaster to Produce 4 for MGM », Boxoffice,‎ 13 juillet 1957, p. 6
9. ↑  (en) Detroit Free Press, 12 juin 1948, p. 17
10. ↑  (en) Chris Gore, The 50 Greatest Movies Never Made, New York, St. Martin's Press, 1999, p. 36-39
11. ↑  (en) « Hitchcock's The Blind Man »
12. ↑  (en) Chris Gore, The 50 Greatest Movies Never Made, New York, St. Martin's Press, 1999, p. 36
13. ↑  (en) Paul Stanton, Village of Stars, Londres, Michael Joseph, 1960
14. ↑  (en) Donald Spoto, The Dark Side of Genius: The Life of Alfred Hitchcock, Boston, Little, Brown and Company, 1983 (ISBN 0-316-80723-0), p. 445
15. ↑  (en) Sidney Gottlieb, Unknown Hitchcock: the Unrealized Projects, Londres, Routledge, 2004 (ISBN 0-415-27525-3), p. 92
16. ↑  (en) « Honeymoon with a Stranger (1969 TV Movie) : Connections »
17. ↑  (en) « Every U.S. law student should see »
18. 1 2 3  (en) François Truffaut, Hitchcock Revisited, New York, Simon & Schuster, 1985
19. ↑  (en) « The Other FRENZY aka KALEIDOSCOPE »
20. ↑  (en) Nicholas Barber, « Why Hitchcock’s Kaleidoscope was too shocking to be made », 23 juillet 2018
21. ↑  (en) Donald Spoto, The Dark Side of Genius: The Life of Alfred Hitchcock, 1983 (ISBN 0-316-80723-0)
22. ↑  (en) « Hitchcock television special airs in over 15 countries on director's 100th birthday »
23. ↑  (en) The silent eloquence of the Master of Suspense, The Independent, 6 août 1999
24. ↑  Plotting "Family Plot"  de Laurent Bouzereau et produit par Hilton Green